# Maurice Scève
Maurice Scève, né vers 1505 à Lyon et mort vers 1569, est un poète français. Il est l'auteur de Délie, objet de plus haute vertu.

## Biographie
Maurice Scève est le chef de file de ce qu'il a été longtemps convenu d'appeler « l'École lyonnaise », même si aucun manifeste, aucune publication théorique collective explicitant ce magistère et l'homogénéité d'un groupe soudé autour de lui ne viennent justifier l'expression. Issu d'une bourgeoisie aisée et qui a pignon sur rue (son père est juge-mage, son cousin Guillaume est un humaniste renommé), il fréquente de bonne heure artistes et gens de lettres, comme Clément Marot, Étienne Dolet, Charles de Sainte-Marthe et Guillaume du Choul son cousin.
Son érudition, son sens artistique très sûr et son prestige dans la capitale des Gaules le feront désigner comme le grand régisseur (le principal organisateur) de l'entrée solennelle de Henri II en septembre 1548. Il ne semble pas pour autant avoir cultivé les honneurs, il ne signe quasiment jamais ses œuvres, et disparaît sans laisser de traces. Le dernier témoignage de l’existence de Maurice Scève remonte au 22 juin 1563 : sa présence est attestée au mariage d'une fille de son cousin Guillaume du Choul (décédé à cette date).

## Analyse de l'œuvre

### Une inspiration riche et diversifiée
Maurice Scève acquiert sa renommée poétique en remportant le concours des Blasons, lancé par Clément Marot en 1535, grâce à son « blason du sourcil ». Humaniste passionné par l'Antiquité et l'Italie, son œuvre se place sous l'influence de Platon et de Pétrarque (Dans une épître liminaire adressée à Maurice Scève, en tête de son Il Petrarca, publié en 1545, Jean de Tournes lui attribue la découverte en Avignon, en 1533, du tombeau de Laure, l'inspiratrice du Canzoniere). Ses sources sont toutefois plus diverses qu'il n'y paraît : au-delà de Marot, qui est en quelque sorte son incontournable aîné, et qui est déjà célèbre quand lui ne fait que débuter, il se souvient des techniques d'écriture virtuoses des Grands Rhétoriqueurs, de la densité des poètes du dolce stil novo et de Dante, eux-mêmes héritiers des troubadours sachant chiffrer le nom de leur Dame. Sa poésie convoque aussi de nombreux motifs et récits bibliques : cette culture a longtemps été sous-estimée, mais est corroborée à la fois par ses traductions de nombreux psaumes, et par l'épopée métaphysique de sa dernière œuvre, Microcosme, qui récrit l'histoire humaine depuis la Création. (Albert-Marie Schmidt dit cependant s'être un peu moins étonné de l'ampleur des connaissances mises en œuvre dans ce poème quand il s'aperçut que Scève avait fait des emprunts à la Margarita Philosophica de l'Allemand Gregor Reisch.)

### Délie, objet de plus haute vertu

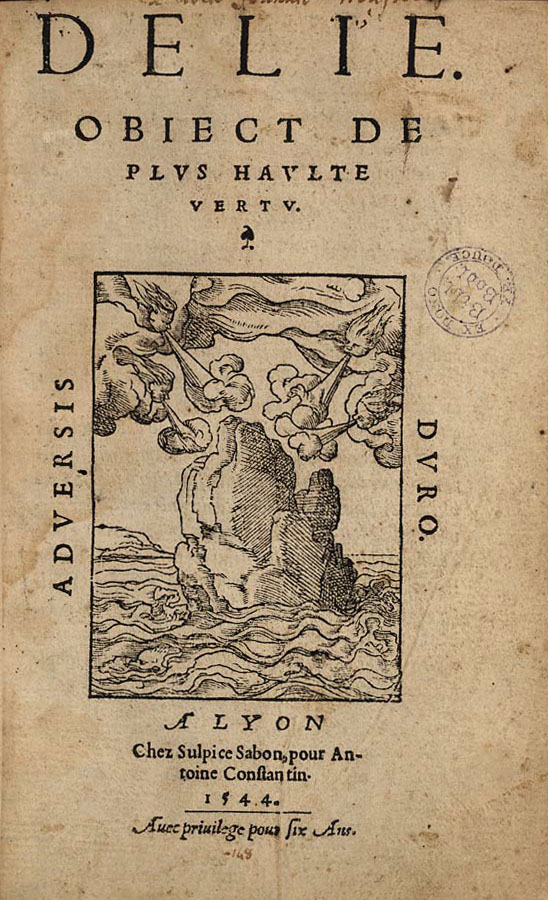
Délie, objet de plus haute vertu (1544).

Son œuvre majeure, Délie, fut écrite entre 1525 et 1544. Elle fut publiée quasi anonymement (portrait et initiales de l'auteur seulement) en 1544. Délie, anagramme de "l'idée", est dédiée à une femme aimée d'un amour impossible, souvent identifiée à Pernette du Guillet dont les Rymes attestent d'un véritable dialogue poétique avec Scève, par la présence notamment de deux anagrammes de son nom. Délie est un long recueil de 449 dizains en décasyllabes, précédés d'un huitain et séparés par 50 « emblèmes ». Chaque emblème est composé d'une gravure, d'un motto, c'est-à-dire de la devise que la gravure illustre, et d'un cadre à forme géométrique. Les gravures traitent d'un sujet mythologique ou familier. Chaque emblème donne son thème au dizain qui le suit. Le premier emblème apparaît après le cinquième dizain, puis il y a un emblème tous les neuf dizains (en haut de page, une page sur quatre).
En 1547, il publie, anonymement encore, Saulsaye, Églogue de la vie solitaire, un long poème inspiré notamment de Pétrarque et de Sannazar et qui, à travers le dialogue de deux personnages, Antire et Philerme, fait l'éloge de la solitude et du retrait.
L'écriture de Scève, entre formules elliptiques, culture de l'ambiguïté et déroutante érudition, est à la fois saluée par une minorité d'amateurs de « riche invention » (Thomas Sébillet, François Habert), et critiquée par une majorité de contemporains hostiles à cet hermétisme : Charles Fontaine, Jacques Peletier du Mans, et dans une certaine mesure les chefs de file de la Pléiade (XVIe siècle). De nos jours, cet hermétisme tend, à l'inverse, à devenir la marque d'une « poésie pure » qui rapprocherait Maurice Scève des symbolistes et de Mallarmé. Entre les deux périodes, c'est d'abord le Classicisme, et son goût pour la fameuse « clarté », puis le Romantisme, et sa propension à l'épanchement lyrique, qui ont successivement maintenu Scève dans l'oubli.

## Œuvres

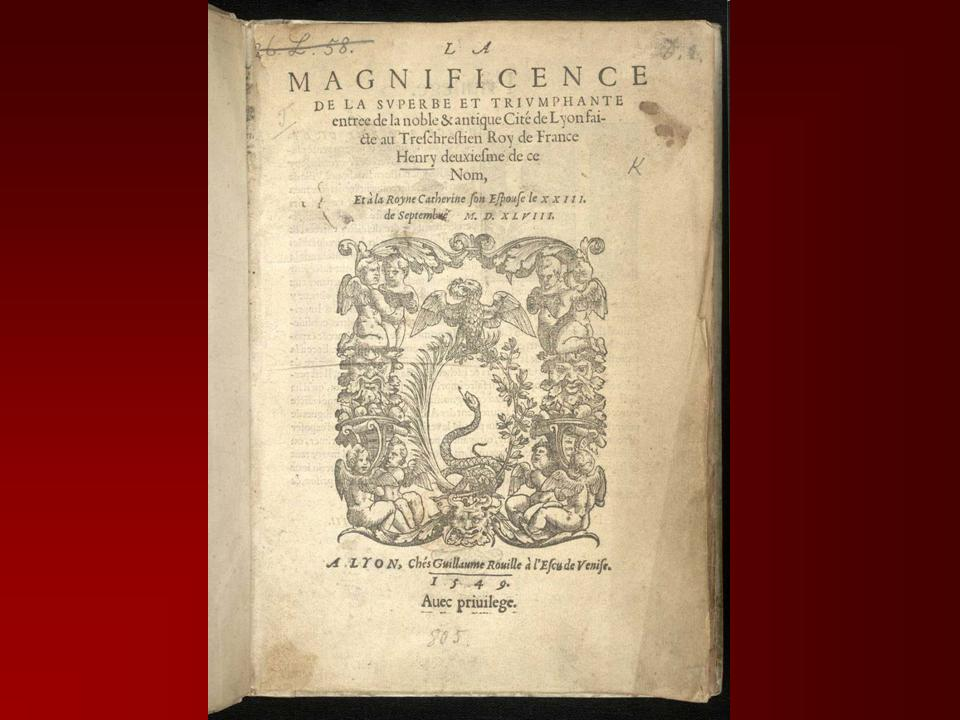
Page de titre de "l'Entrée d'Henri II à Lyon" par Maurice Scève, édité par Guillaume Rouillé en 1548.

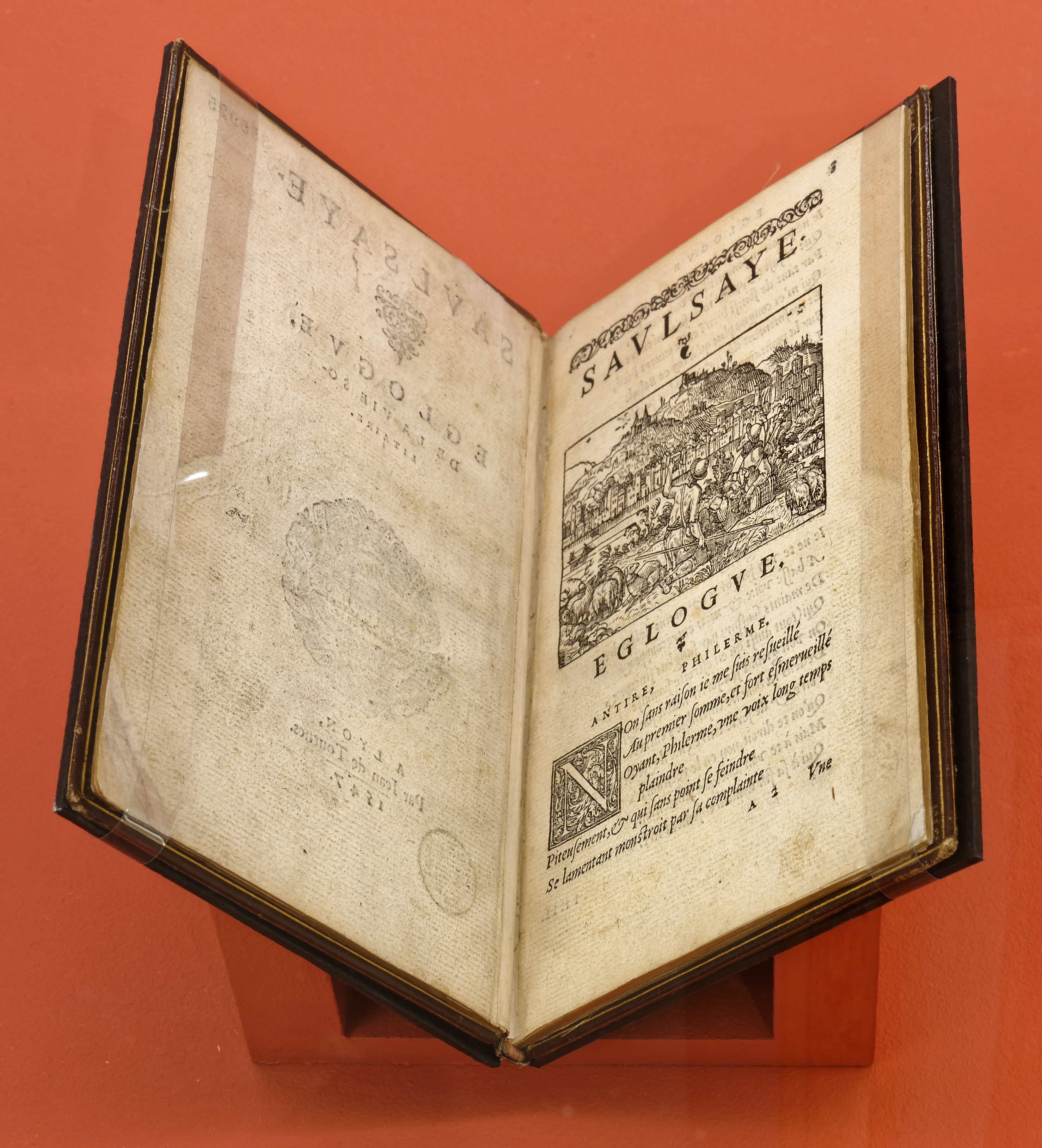
La Saulsaye, églogue de la vie solitaire, illustré par Bernard Salomon, édité à Lyon en 1547.

- La Deplourable fin de Flamete : traduit de l'Espagnol Juan de Flores avec la devise Sovffrir se Ovffrir, François Juste, 1535 ((Archive.org, édition de 1536 sur BVH).
Il s'agit d'une suite de la Fiametta de Boccace.
- Participation de Maurice Scève au Recueil de vers latins et vulgaires de plusieurs Poetes Françoys, composés sur le trespas de feu Monsieur le Daulphin, imprimé par Francois Juste, sous l'impulsion d’Étienne Dolet, avec plusieurs poèmes de Scève dont l’églogue Arion, à Lyon, 1536.
- La magnificence de la superbe et triumphante entrée de la noble & antique cité de Lyon faite au Treschretien Roy de France Henry deuxiesme de ce nom, et à la Royne Catherine son espouse, le XXIII de septembre MDXLVIII, Lyon, Guillaume Rouille a l'Escu de Venise, 1549 (École nationale des beaux-arts, Numelyo)
- Délie, obiect de plus haulte vertu, Lyon, Sulpice Sabon pour Antoine Constantin, 1544 (Gallica, Bodleian).
- Microcosme, Lyon, Jean de Tournes, 1562 (Gallica)
texte établi et commenté par Enzo Giudici, Cassino, éd. Garigliano / Paris, éd. Vrin, 1976. Nouvelle édition critique de Michèle Clément, Paris, 2013 (voir infra).
- Saulsaye: Eglogue, de la vie solitaire, illustré par Jean Hugo, Nouveau cercle parisien du livre, 1971.